# MTV Chi
MTV Chi fue un canal de televisión derivado de MTV que estaba orientado al público chino estadounidense. MTV Chi, al igual que MTV, era propiedad de MTV Networks, que es una subsidiaria de Viacom Inc.
La red destacaba por varios estilos de música pop y Hip-Hop Chino estadounidense.
Este canal se difundía en inglés y tenía programas originales de MTV.
MTV Chi se lanzó el 6 de diciembre de 2005 desde los estudios de MTV en Nueva York.
MTV Chi apuntaba mostrar al mundo la cultura pop asiática estadounidense, con vídeos de música importados desde Taiwán, Hong Kong y China, así como programas con mucho rating en Estados Unidos y el mundo entero.

## VJ's
- Gregory Woo
- Angel Tang
- Simon Yin
- Xiao Wang

## Series en MTV Chi
- Artist Profile
- Canton-In Chart
- Classic Chi
- J-K Music Non Stop
- Live From...
- Mandarin Top 20
- Maximum Chi
- MTV Chi News
- Music Wire News
- Top 10 Chi Countdown
- Untapped Chi
- WA KOW!

## Eventos Especiales

### MTV Chi Rocks!
MTV Chi Rocks! Fue el primer concierto que celebró la gente china estadounidense en Estados Unidos. Se realizó en San Gabriel, California.
El concierto incluía a los mejores grupos de música asiática estadounidense como Frecuency5, Viena Teng, Siris, Burning the Tree Project, entre otros.